# باسكال يانسن
باسكال يانسن (بالهولندية: Pascal Jansen) هو مدرب كرة قدم ولاعب كرة قدم هولندي، ولد في 27 يناير 1973. لعب مع أياكس أمستردام.

## وصلات خارجية
- باسكال يانسن على موقع قاعدة بيانات كرة القدم.إي يو (الإنجليزية)
- باسكال يانسن على موقع Soccerway.com (الإنجليزية)
- باسكال يانسن على موقع عالم كرة القدم.نت (الإنجليزية)